# 金子晃
金子 晃（かねこ あきら、1937年（昭和12年）7月31日 - ）は、日本の会計学者、弁護士、法学博士、慶應義塾大学名誉教授、元会計検査院長（2期）、会計検査院検査官。公認会計士・監査審査会（金融庁）会長。瑞宝大綬章受章。
公共調達と競争政策に関する研究会座長、独占禁止法基本問題懇談会座長代理、社会保険庁の在り方に関する有識者会議座長、経済企画庁国民生活審議会委員、公正取引委員会独占禁止懇話会委員、国民生活センター非常勤理事、再販問題検討小委員会座長、建設業適正取引推進機構内官製談合防止法遵守の手引研究委員会座長、日本証券業協会規律委員会委員等を歴任。

## 略歴
- 1937年 - 東京府に生まれる。
- 1956年 - 東京都立戸山高等学校卒業[1]。
- 1962年 - 慶應義塾大学法学部卒業（学士）。
- 1964年 - 慶應義塾大学大学院法学研究科修士課程修了。
- 1967年 - 慶應義塾大学大学院法学研究科博士課程修了。
  - 専攻は独占禁止法、消費者法。在学中にアメリカ合衆国のイリノイ大学へ留学。
- 1976年 - 慶應義塾大学法学部教授（経済法）。慶應義塾志木高等学校校長兼任。
  - この間、西ドイツのザールラント大学及びケルン大学に留学。
- 1997年 - 会計検査院検査官就任。
- 1999年12月7日 - 会計検査院長就任。
  - 初の民間出身からの院長となる。
- 2002年 - 会計検査院検査官・院長定年退官。
- 2003年 - 慶應義塾大学名誉教授。弁護士登録（東京弁護士会）。
- 2004年 - 金融庁公認会計士・監査審査会会長就任。
- 2011年4月29日 - 春の叙勲で瑞宝大綬章受章[2]。

## 著書
- 『新・不公正な取引方法－新一般指定の研究』 1983年 青林書院新社 ASIN B000J7D9CU
- 『消費者行政と法』 1993年 三省堂 ISBN 4385314187（清水誠、島田和夫との共著）
- 『現代経済法講座 6－流通産業と法」 三省堂  1993年 ISBN 4385307318（土田和博、和田健夫、藤田稔との共著）
- 『英国再販、崩壊の記録』 文化通信社 1998年 ISBN 4938347040
- 『アメリカ独占禁止法－実務と理論』 三省堂 1999年 ISBN 4385313636（翻訳書、佐藤潤との共訳）
- 『市民カレッジ・知っておきたい市民社会の法』 不磨書房 2000年 ISBN 479729230X
- 『会計監査をめぐる国際的動向－監査の公正性、独立性および誠実性の促進のために』 同文舘出版 2009年 ISBN 4495192418